# Język myene
Język myene – język z rodziny bantu, używany w Gabonie. W 1982 roku liczba mówiących wynosiła ok. 24 tysięcy.